# Литература Бенина

Полен Хунтонджи

Литература Бенина имела длительную устную традицию до того, как государственным языком стал французский.
Автором первого бенинского романа, L’Esclave (Раб), написанного в 1929 году, был Феликс Кушоро.

## Известные бенинские литераторы
- Олимп Бели-Кенум
- Жан Плийа
- Колетт Сенами Агоссу Уето
- Флоран Куао-Зотти
- Ришар Догбе
- Аделаида Фэссиноу
- Полен Ж. Унтонджи
- Паулин Жоаким
- Хосе Плива